# Perisama equatorialis
Perisama equatorialis är en fjärilsart som beskrevs av Achille Guenée 1872. Perisama equatorialis ingår i släktet Perisama och familjen praktfjärilar. Inga underarter finns listade i Catalogue of Life.